# Eminescu (cráter)
Eminescu es un cráter de impacto de 129 km de diámetro del planeta Mercurio. Debe su nombre al poeta rumano  Mihai Eminescu (1850-1889), y su nombre fue aprobado por la  Unión Astronómica Internacional en 2008.

Debido a que existen muchos cráteres superpuestos posteriores, Eminescu parece un cráter joven formado hace aproximadamente mil millones de años. Tiene una morfología de transición entre las cuencas de impacto más complejas, como el cráter Raditladi, y los cráteres más simples con un pico en el centro.
Las eyecciones del impacto y las cadenas de cráteres secundarios se extienden hasta un radio desde el borde del cráter. No hay rayos claros o oscuros, con un borde del cráter de mayor altura que las los llanos circundantes del cráter. Las paredes del cráter están erosionadas, formando diferentes bloques de material. La superficie del cráter está compuesta de estructuras complejas, incluyendo depósitos de eyección, masas fundidas de impacto y posiblemente unidades colocadas por  vulcanismo efusivo.
Los picos centrales azulados y brillantes dentro del cráter están dispuestos en un patrón circular que forma un pico anular. Los picos exhiben características de color inusualmente similares en los depósitos de la superficie del cráter brillantes (BCFD) visto en otros cráteres de Mercurio. La superficie del cráter tanto dentro como fuera del pico anular esta cubierta de planicies lisas y oscuras, que aparecen alrededor suyo. Estas planicies son posiblemente de origen volcánico. A más distancia del pico anular, próximo a las paredes del cráter existen zonas cubiertas por material brillante. Se subdividen en planicies lisas brillantes en la esquina noreste de Eminescu y terrenos irregulares en otros sitios. Las unidades luminosas pueden ser fosas de impacto.